# Новая простота
Новая простота (нем. neue Einfachheit) — музыкальный термин, который используют для описания стилистических особенностей сочинений ряда композиторов, преимущественно немецких, конца 1970-х и начала 1980-х годов, а также других авторов, близких им по духу. Движение возникло в противовес европейскому музыкальному авангарду середины XX века.  В качестве синонимов иногда используют следующие понятия: «инклюзивная композиция», «новый романтизм», «новый классицизм», «новая субъективность» (нем. neue Subjektivität), «новый экспрессионизм», «новая тональность», «новая искренность» (нем.  neue Innigkeit).

## Появление термина
Понятие «новой простоты» впервые ввёл немецкий композитор Ариберт Райман, чтобы охарактеризовать общность работ на тот момент семи композиторов, хотя и не входивших в одно объединение, но писавших, «по зову сердца», стилистически похожую музыку. В эту семёрку входили: Ганс-Юрген фон Бозе, Ганс-Кристиан фон Дадельсен, Детлев Мюллер-Сименс, Вольфганг Рим (единственный композитор из семёрки, которого хорошо знают за пределами Германии), Вольфганг фон Швайниц, Ульрих Штранц и Манфред Троян. По сути, эти композиторы стремились к тому, чтобы, с одной стороны, их музыка была понятна слушателям, с другой — чтобы как можно тоньше была грань между первым импульсом создать композицию и конечным результатом, к субъективности. В определённом смысле представители «новой простоты» возвращались к тональному языку XIX века и традиционным музыкальным формам (сонате, симфонии), что противопоставляло их авангардному течению. Оппоненты обвиняли их, прежде всего, в том, что они сильно упростили музыку, а также в бунте против авангарда; другие критики, однако, предполагали, что композиторы семёрки наоборот расширили конструктивистские возможности авангардистов, а не восставали против них, поскольку и в авангардной музыке и в музыке «новой простоты» композиторы часто тяготеют к субъективности, подчеркиванию собственного «я».

## Распространение
К представителям «новой простоты» со временем стали относить и ряд композиторов, связанных с Кёльнской школой, например Вальтера Циммермана, Иоганнеса Фрича, Ладислава Купковича, Петера Этвёша, Божидара Дино, Даниэля Хорцемпу, Джона Макгвайра, Месси Майгуашку и Клеренса Барлова. Термин прижился не только в самой Германии, но и за её пределами. Так, «новой простотой» иногда называют музыку Кристофера Фокса, Джеральда Барри, Гэвина Брайерса, Кевина Воланса. Некоторых из этих композиторов причисляют также к представителям авангарда, последователям Маурисио Кагеля и Карлхайнца Штокхаузена, других — к последователям Мортона Фельдмана, таким образом, «новая простота» может быть близкой как авангардизму, так и минимализму, хотя родство с первым и оспаривается. Что касается минимализма, то в этом случае прослеживается более тесная связь, хотя есть и различия: минимализм не всегда, но тяготеет к репетитивности, «новая простота» же тяготеет больше к вариативной повторности паттерна. И всё-таки родственной этому направлению довольно часто называют музыку композиторов-минималистов, в особенности представителей духовного минимализма: Арво Пярта, Джона Тавенера и Хенрика Гурецкого. Творчество Валентина Сильвестрова, Георгия Дмитриева также иногда подпадает под это понятие. Преображением «новой простоты» доцент кафедры инструментовки Московской военной консерватории Вячеслав Грачёв называет музыку Владимира Мартынова. В том же исследовании Грачёв отмечает, что простота всегда имела два толкования, как отрицательное, так и положительное, и именно второе определение больше в целом подходит для музыкального минимализма.
Вячеслав Грачёв, «Религиозная музыка В. Мартынова: преображение «новой простоты» и минимализма»:

Простота ведь бывает разная. С ней связаны как многие недостатки человека (лукавство, притворство, глупость), так и высокие проявления его духа: святость, предельная ясность мироощущения. Об этом свидетельствуют многие поговорки и обороты в русском языке: «Простота хуже воровства», «Лукавая простота», а в просторечии — «Он совсем опростел». Или, наоборот — в положительном смысле: «Святая простота». В Библии читаем: «Итак, будьте мудры, как змии, и просты, как голуби» (Мф. 10:16). А также: «Да просит у Бога, дающего всем просто и без упреков» (Иак. 1:15).

За 15 лет до того как в Германии появился термин «новой простоты», в Дании существовала группа композиторов под тем же названием (дат. Den Ny Enkelhed), куда входили Хеннинг Кристенсен, Ханс Абрахамсен, Пелле Гудмундсен-Холмгрин. Эта группа так же, как в случае с немецкой семёркой, была оппозиционна авангардистам и, в частности, Дармштадтской школе, но в отличие от немецких представителей «новой простоты», пытавшихся минимумом средств добиться определённой музыкальной субъективности, датчане своеобразным упрощением хотели создавать беспристрастную музыку.
Ещё раньше, в 1930-е годы, в музыкальную терминологию понятие «новой простоты» внёс Сергей Прокофьев: «…о манере изложения: оно должно быть ясным и простым, но не трафаретным… Простота должна быть не старой простотой, а новой простотой».

## Другие представители
- Хельмут Кромм
- Юрий Эверхарц
- Йенс-Питер Остендорф
- Питер Майкл Хамель
- Петер Ружичка
- Манфред Штанке